# Anne Marie Carl-Nielsen

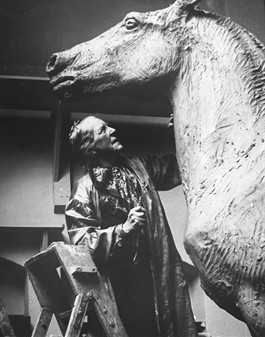
Anne Marie Carl-Nielksen i arbete med Pegasus.

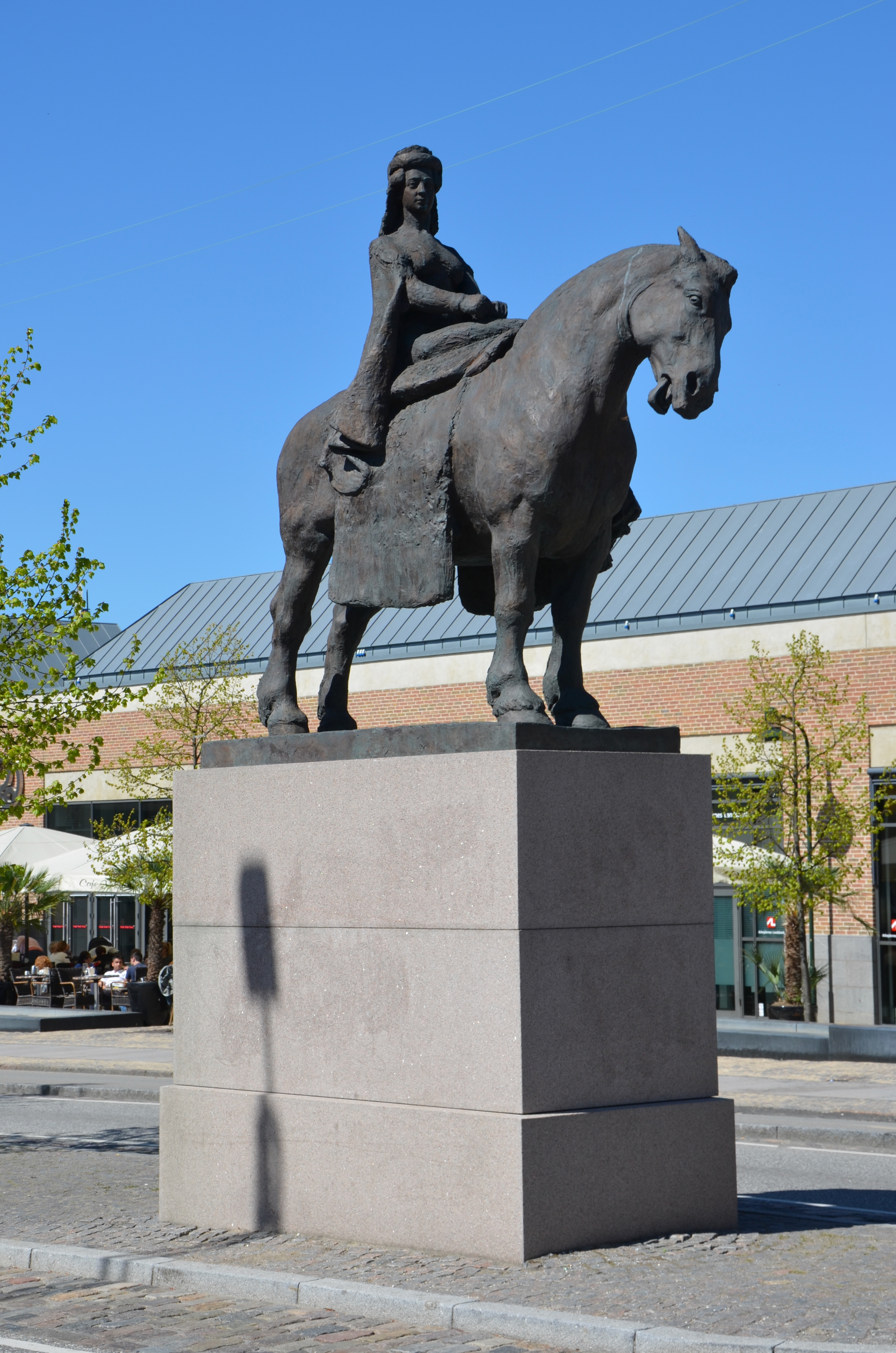
Skulptur av Drottning Margareta i Roskilde

Anne Marie Carl-Nielsen, född 21 juni 1863 på Tygesminde i Sønder Stenderup, död 21 februari 1945 i Köpenhamn, var en dansk skulptör.
I naturalistisk-impressionistisk stil utförde hon framför allt djurskulpturer, dessutom porträttbyster och enstaka monument, bland annat ryttarstatyn av Kristian IX på Christiansborgs slotts ridbana (1908–1927) och statyn över sin man, kompositören Carl Nielsen (1940) vid Østerbro i Köpenhamn.
Carl-Nielsen deltog i utställningen Kvindernes Udstilling 1895.

## Offentliga verk i urval
- Ryttarstay över Drottning Margareta i Roskilde

## Utmärkelser
- Tagea Brandts rejselegat for kvinder, 1926
- Thorvaldsenmedaljen, 1932